# Маргарета фон Равенсберг
Маргарета фон Равенсберг (на немски: Margarete von Ravensberg; * ок. 1320; † 19 февруари 1389) е наследничка на Графство Равенсберг и Графство Берг, дъщеря на граф Ото IV от Равенсберг (1276 – 1328) и на Маргарета фон Берг-Виндек (1275 – 1346), наследничка на графствата Берг и Равенсберг.
Тя се омъжва през 1338 г. за граф Герхард фон Берг († 18 май 1360), син на граф Вилхелм V от Юлих. Те основават линия на династията Юлих. Герхард е убит в битка на 18 май 1360 г. Маргарета умира през 1389 г. и е погребана при нейния съпруг в катедралата на Алтенберг.

## Деца
Маргарета и Герхард имат три деца:
- Вилхелм II (1348, † 24 юни 1408), омъжена 1380 г. първият херцог на Берг
- Елизабет († 1388), омъжена 1363 г. за граф Хайнрих VI фон Валдек († 1397)
- Маргарета фон Юлих (* 1350, † 10 октомври 1425), омъжена 1369 г. за граф Адолф III фон Марк († 1394).